# Dispositivo de almacenamiento de acceso directo
En computadores centrales y algunos minicomputadores, un dispositivo de almacenamiento de acceso directo (direct access storage device o DASD en inglés) es cualquier tipo de dispositivo de almacenamiento secundario que tiene un tiempo de acceso bajo en proporción a su capacidad. 
Históricamente, el término fue introducido por IBM para cubrir tres tipos de dispositivos diferentes: discos duros, tambores y células de datos. La funcionalidad de acceso directo, ahora llamada acceso aleatorio, de esos dispositivos era el opuesto al acceso secuencial usado en cintas magnéticas, mucho más lento al acceder a un punto distante en el dispositivo. Tanto los tambores como las células han desaparecido como productos en sí, de modo que DASD es ahora un sinónimo de dispositivo de disco. Los discos modernos usados en computadoras centrales son raramente discos individuales sino más bien grandes conjuntos de discos usando esquemas RAID.